# Rick Moranis
Frederick Moranis, dit Rick Moranis, né le 18 avril 1953 à Toronto (Canada), est un acteur, scénariste et réalisateur canadien.
Il est notamment connu pour ses rôles dans les franchises SOS Fantômes (1984-1988) et Chérie, j'ai rétréci les gosses (1989-1997), ainsi que dans le film La Folle Histoire de l'espace (1987).
Valeur sûre de la comédie américaine, il a joué avec Richard Pryor, John Candy, Mel Brooks, Steve Martin et ceci à quatre reprises.

## Biographie

### Jeunesse, enfance & débuts
Frederick Allan Moranis naît le 18 avril 1953, à Toronto au Canada dans une famille juive d'origine hongroise. Dans les années 1970, il officie comme DJ à la radio locale Chum FM à Toronto, sous le pseudonyme de Rick Allen.

### Comédies noires cultes (années 1980)
Il devient célèbre en apparaissant dans un show comique diffusé à la télévision canadienne, notamment dans le rôle de Bob du duo Bob & Doug McKenzie. Doug est interprété par Dave Thomas. Rick et Dave créèrent ces personnages en contradiction avec les exigences du gouvernement canadien qui demandait du « contenu clairement canadien » pour les programmes télévisés de grande audience : leurs personnages Bob et Doug accumulaient donc à l'excès tous les stéréotypes des Canadiens. Malgré cela, leur duo devint si populaire qu'il apparut dans la version américaine du show, et les deux acteurs furent décorés de l'Ordre du Canada pour leur contribution à la culture canadienne.
Au cinéma, il se fait connaître par son rôle de Louis Tully dans la comédie fantastique SOS Fantômes, gros succès critique et commercial de l'année 1984, où il seconde le quatuor de héros formé par Dan Aykroyd, Harold Ramis, Bill Murray et Ernie Hudson. La même année, il joue dans la comédie dramatique Attention délires !, écrite par Cameron Crowe.
Durant le reste des années 1980, il s'impose comme un second rôle marquant de la comédie américaine : pour  Comment claquer un million de dollars par jour (1985), avec Richard Pryor et John Candy ; Head Office (1985), avec Judge Reinhold ; Club Paradise (1986), avec Robin Williams (et devant la caméra d'Harold Ramis). Puis, il tient l'affiche avec Ellen Greene dans la comédie musicale fantastique La Petite boutique des horreurs (1986), de Frank Oz.
L'acteur conclut cette décennie en faisant ensuite partie du casting de la comédie La Folle Histoire de l'espace (1987), de Mel Brooks, où son personnage est une parodie de Dark Vador. Il y retrouve John Candy. Puis il fait partie de la distribution de la suite SOS Fantômes 2 (1989), toujours sous la direction d'Ivan Reitman.

### Comédies familiales (années 1990)
L'année 1989 le lance dans un registre plus familial, en le voyant porter la comédie d'aventure fantastique Chérie, j'ai rétréci les gosses, réalisée par Joe Johnston et produite par Disney. Le film est un joli succès critique et un carton au box-office.
L'acteur tient également un second rôle dans la comédie dramatique Portrait craché d'une famille modèle (1989), de Ron Howard, portée par l'humoriste Steve Martin. C'est avec ce dernier qu'il partage ensuite l'affiche de la comédie Un pourri au paradis (1990). Il partage ensuite l'affiche de la comédie parodique Grandeur et descendance (1993) avec Barbara Hershey.
Mais c'est dans un registre plus familial qu'il confirme : d'abord en partageant l'affiche de l'adaptation à succès du dessin animé La Famille Pierrafeu (1994), avec John Goodman ; puis de la comédie sportive Les Petits Géants (1994) avec Ed O'Neill ; puis de la comédie Le Souffre-douleur (1996) avec Tom Arnold.
Parallèlement, il redevient l'inventeur Wayne Szalinski pour deux suites : Chérie, j'ai agrandi le bébé (1992), qui rapporte beaucoup moins d'argent, puis Chérie, nous avons été rétrécis (1997), qui sort directement en vidéo, et dont il est le seul membre de la distribution originale à revenir. Pour la série télévisée Chérie, j'ai rétréci les gosses, diffusée de 1997 à 2000, c'est Peter Scolari qui le remplace.
La fin de la trilogie cinématographique est aussi celle de la carrière de l'acteur à l'écran. Ce dernier se contente depuis d'activités de doublage, comme pour les films d'animation Frère des ours (2003) et Frère des ours 2 (2006).
L'acteur refuse un caméo dans le reboot féminin SOS Fantômes, sorti en 2016. Cependant, deux ans plus tard, une véritable suite aux films des années 1980 est mise en chantier par Jason Reitman, le fils d'Ivan Reitman, dans laquelle le casting d'origine reprend ses rôles. Mais seule la participation de Rick Moranis reste en suspens.
En 2020, l'acteur canadien Ryan Reynolds le fait apparaître dans une publicité pour l'opérateur téléphonique Mint Mobile pour l'unique raison qu'il est « un grand fan ».
En 2025, son retour  est annoncé pour la suite du film La Folle Histoire de l'espace, toujours dans le même rôle.

### Vie privée
En février 1991, sa femme, Anne Belsky, créatrice de costumes avec laquelle il était marié depuis 1986, meurt d'un cancer du sein. Ils ont eu deux enfants, Rachel et Mitchell. À la suite du décès de sa femme, Rick Moranis décide de laisser sa carrière en suspens.

## Filmographie comme acteur

### Cinéma
- 1981 : Tron de Steven Lisberger : (apparition)
- 1983 : The Adventures of Bob & Doug McKenzie: Strange Brew de Dave Thomas et Rick Moranis : Bob McKenzie
- 1984 : Les Rues de feu (Streets of Fire) de Walter Hill : Billy Fish
- 1984 : SOS Fantômes (Ghost Busters) d'Ivan Reitman : Louis Tully
- 1984 : Attention délires ! (The Wild Life) d'Art Linson : Harry
- 1985 : Comment claquer un million de dollars par jour (Brewster's Millions) de Walter Hill : Morty King
- 1985 : Head Office de Ken Finkleman : Howard Gross
- 1986 : Club Paradise de Harold Ramis : Barry Nye
- 1986 : La Petite boutique des horreurs (Little shop of horrors) de Frank Oz : Seymour Krelborn
- 1987 : La Folle Histoire de l'espace (Spaceballs) de Mel Brooks : lord Casque noir
- 1989 : SOS Fantômes 2 (Ghostbusters II) d'Ivan Reitman : Louis Tully
- 1989 : Chérie, j'ai rétréci les gosses (Honey, I Shrunk the Kids) de Joe Johnston : Wayne Szalinski
- 1989 : Portrait craché d'une famille modèle (Parenthood) de Ron Howard : Nathan Huffner
- 1990 : Un pourri au paradis (My Blue Heaven) de Herbert Ross : Barney Coopersmith
- 1991 : L.A. Story de Mick Jackson : Fossoyeur
- 1992 : Chérie, j'ai agrandi le bébé (Honey, I Blew Up the Kid) de Randal Kleiser : Wayne Szalinski
- 1993 : Grandeur et descendance (Splitting Heirs) de Robert Young : Henry Bullock
- 1994 : La Famille Pierrafeu (film) (The Flintstones) de Brian Levant : Barney Rubble
- 1994 : Les Petits Géants (Little Giants) de Duwayne Dunham : Danny O'Shea
- 1996 : Le Souffre-douleur (Big Bully) de Steve Miner: David Leary
- 1997 : Chérie, nous avons été rétrécis (Honey, We Shrunk Ourselves) de Dean Cundey : Wayne Szalinski

### Télévision
- 1976 : 90 Minutes Live (série télévisée): Regular
- 1980 : Second City TV (série télévisée): Bob McKenzie / Rabbi Yitzhak Karlov / Woody Allen / Divers rôles (1980-1981)
- 1981 : SCTV Network 90 (série télévisée): Bob McKenzie / Gerry Todd / Skip Bittman / David Brinkley / Woody Allen / Clay Collins / Larry Siegel / Divers rôles (1981-1982)
- 1982 : Twilight Theater (série télévisée): Divers personnages
- 1984 : Hockey Night (TV): Coach
- 1985 : The Last Polka (TV): Linsk Menjuvic
- 1989 : The Rocket Boy (TV): Automatic Safety System

### Court-métrage
- 1995 : Chérie, j'ai rétréci le public (Honey, I Shrunk the Audience): Wayne Szalinski (court métrage pour une attraction de Disney)

### Doublage
- 1990 : Gravedale High (série télévisée): Max Schneider
- 2001 : Rudolph the Red-Nosed Reindeer & the Island of Misfit Toys (vidéo): The Toy Taker / M.. Cuddles the Teddy Bear
- 2003 : The Animated Adventures of Bob & Doug McKenzie (série télévisée): Bob McKenzie
- 2003 : Miss Spider's Sunny Patch Kids (TV): Holley
- 2003 : Frère des ours (Brother Bear): Rutt
- 2006: Frère des ours 2 (Brother Bear 2): Rutt

### Comme scénariste
- 1983 : The Adventures of Bob & Doug McKenzie: Strange Brew

### Comme réalisateur
- 1983 : The Adventures of Bob & Doug McKenzie: Strange Brew

## Distinction

### Récompense
- 1990 : American Comedy Awards du meilleur acteur dans un second rôle dans une comédie dramatique pour Portrait craché d'une famille modèle (1989).

## Voix françaises
En France
| - Georges Caudron (*1952 - 2022) dans : - Chérie, j'ai rétréci les gosses - Chérie, j'ai agrandi le bébé - Grandeur et Descendance - Les Petits Géants - Le Souffre-douleur - Chérie, nous avons été rétrécis - Marc François (*1951 - 2009) dans : - SOS Fantômes - SOS Fantômes 2 - Portrait craché d'une famille modèle - Luq Hamet dans : - Club Paradis - La Folle Histoire de l'espace - La Famille Pierrafeu | Et aussi - Emmanuel Jacomy dans Strange Brew - Patrick Poivey (*1948 - 2020) dans Les Rues de feu - Philippe Bellay dans Comment claquer un million de dollars par jour - William Coryn dans La Petite Boutique des horreurs - Pierre Reggiani dans La Petite Boutique des horreurs (voix chantée) - Olivier Baroux dans Frère des ours (voix) - Sébastien Desjours dans Frère des ours 2 (voix) |